# Gardenia colnettiana
Gardenia colnettiana là một loài thực vật có hoa trong họ Thiến thảo. Loài này được Guillaumin mô tả khoa học đầu tiên năm 1957.